# Tàtars de Belarús
Els tàtars de Belarús són una fracció del poble tàtar que viu a Belarús. Són una ètnia de religió musulmana i parla turca però assimilada al belarús són el 0,1 per cent de la població de Belarús, entre 10.000 i 15.000 individus i viuen a Ívie (província de Hrodna).